# شرکت نساجی میراتکس
ایدهٔ تأسیس شرکت نساجی میراتکس، نتیجهٔ سیاست درهای باز مصر و ایران بود. در تاریخ ۱۵ اردیبهشت ۱۳۵۳ پیش‌نویس تفاهم‌نامهٔ همکاری اقتصادی بین دولت‌های مصر و ایران به منظور تأمین سرمایهٔ لازم جهت توسعهٔ اقتصاد مصر، صنعتی‌سازی و صادرات محصول پنبه این کشور تهیه شد، و در تاریخ ۳ آذر ۱۳۵۳ به امضاء رسید.

مورخ ۲۱ شهریور ۱۳۵۶ هیئت وزیران ایران طی مصوبه‌ای و براساس مصوبهٔ پیش گفته، مجوز احداث یک کارخانه نساجی در مصر با سرمایه‌گذاری دولت ایران را صادر کرد. در متن این مصوبه آمده‌است.

هيئت وزيران در جلسه مورخ ۲۸ مهر ۱۳۵۴ بنا به پيشنهاد شماره ۱۷۵۴۶ مورخ ۲۹ شهریور ۱۳۵۴ وزارت امور اقتصادی و دارائی و با استناد تبصره ۳۲ قانون بودجه اصلاحی سال ۱۳۵۳ و بودجه سال ۱۳۵۴ كل كشور و با توجه به پروتكل اولين اجلاسيه مشترك وزيران ايران و مصر مورخ ۲۵ مه ۱۹۷۴ و مقاوله‌نامۀ منعقده در ۲۴ نوامبر ۱۹۷۴ بين دولت شاهنشاهی ايران و دولت جمهوری مصر و صورتجلسۀ شورای اقتصاد مورخ ۱۲ مرداد ۱۳۵۴ به سازمان سرمايه گذاری و كمك‌هاي اقتصادی و فنی ايران اجازه و اختيار دادند كه مبلغ شش ميليون و ششصد و سی هزار (۶٫۶۳۰٫۰۰۰) ليرۀ مصری معادل شانزده ميليون و هشتصد و سي هزار (۱۶٫۸۳۰٫۰۰۰) دلار سرمايه‌گذاری دولت شاهنشاهی ايران در احداث يك كارخانه نساجی در شهر سوئز را از طريق سازمان گسترش و نوسازي صنايع ايران پرداخت نمايد. ‎— نخست‌وزیر: امیرعباس هویدا

در پی تصویب این مصوبه، شرکت نساجی میراتکس تأسیس شد، و فعالیت‌های خود را در دو کارخانهٔ شهر سوئز و شهر منیا القمح انجام می‌دهد راه‌اندازی کرد. این کارخانه در حال حاضر (۱۴۰۱ش) از مهم‌ترین شرکت‌های ریسندگی مصر است و به بیش از ۱۵ کشور دنیا صادرات دارد. سهام ایران در این شرکت ۴۹٪ و سهام کشور مصر ۵۱٪ است.

مورخ ۲۱ شهریور ۱۳۵۶ هوشنگ انصاری، وزیر وقت امور اقتصادی و دارایی طی نامه‌ای به مجلس شورای ملی اعلام می‌دارد که «... موافقتنامه اعطای وامی به مبلغ بیست و سه میلیون و هفتصد و نود هزار (۲۳/۷۹۰/۰۰۰) دلار آمریکائی در تاریخ ۲۳ مهر ۱۳۵۶ بین دولت شاهنشاهی ایران و شرکت سهامی نساجی مصر ـ ایران (میراتکس) منعقد گردیده‌است.»

در تاریخ ۵ آبان ۱۳۵۸ هیئت وزیران طی مصوبه‌ای با پرداخت حق افزایش سرمایهٔ ۵۰٪ سهام ایران به مبلغ ۴٫۷۳۶٫۰۰۰ دلار آمریکا موافقت می‌کند این مصوبه به امضاء مهندس مهدی بازرگان نخست‌وزیر وقت رسیده‌است. مجدداً در تاریخ ۱۷ خرداد ۱۳۶۶ هیئت وزیران در مصوبه‌ای دیگر که به امضاء میرحسین موسوی نخست‌وزیر وقت رسیده‌است، به «... سازمان سرمایه‌گذاری و کمک‌های اقتصادی و فنی ایران اجازه و اختیار دادند تا از طریق سازمان گسترش و نوسازی صنایع ایران مبلغ ۱۴٫۷۲۹٫۰۰۰ دلار آمریکا سهم دولت جمهوری اسلامی ایران در افزایش سرمایه شرکت نساجی مصر-ایران (میراتکس) و همچنین سایر هزینه‌های متعلقه را از محل اعتبار مربوطه و با استفاده از وجوه مربوط به بهره و بهره دیر کرد وام‌های اعطایی دولت ایران به بانک مرکزی مصر پرداخت نمایند.»

در سال ۱۳۸۲ش. مهدی کرباسیان ـ قائم مقام وزارت امور اقتصادی و دارایی و نماینده جمهوری اسلامی ایران ـ از شرکت میراتکس، بازدید کرد. در سال ۱۳۸۵ش. نیز داود دانش جعفری وزیر اقتصاد وقت جمهوری اسلامی ایران از این کارخانه بازدید کرد، و وجدی الجزار رئیس هیئت مدیره شرکت میراتکس گزارش فعالیت‌های اقتصادی شرکت را به وی ارائه کرد، طی این گزارش اعلام شد که در سال ۱۳۸۵ش. حجم تولید سالانه این شرکت ۵۰ میلیون دلار برآورد شده، که براساس آمار موجود ۲۵ درصد تولیدات آن به آسیا و اروپا صادر می‌شود.

## بحران در کارخانهٔ میراتکس سوئز
در اواخر بهمن ماه سال ۱۳۹۳ش. کارگران کارخانهٔ سوئز اعتصاب می‌کنند؛ در مورخ ۷ اسفند ۱۳۹۳ دکتر احمد مصطفی رئیس هلدینگ ریسندگی و بافندگی مصر ایران، در سوئز اعلام کرد. با حضور سامی ابو شادی رئیس شرکت و سید غنیم نایب رئیس سندیکای عمومی ریسندگی و بافندگی مقرر شد حقوق و مزایای کارگران پرداخت شود، در نتیجه اعتصاب پایان یافته.» با این حال کارگران اصرار بر رفتن رئیس فعلی شرکت دارند.

در تاریخ ۳ خرداد ۱۳۹۴ شرکت با بحران روبه‌رو می‌شود؛ چراکه به دلیل مسدود شدن حساب‌های بانکی، شرکت نمی‌تواند مواد اولیه و پنبه مورد نیاز برای فعالیت را خریداری کند، در نتیجه مهندس ابوشادی مدیرعامل، به دلیل انباشته شدن بدهی شرکت با صدور حکمی کارگران را مرخص می‌کند.

ثابت صبحی، ناظر شیفت‌های کارگران کارخانه‌های شرکت ریسندگی و بافندگی «مصر-ایران» در سوئز در گفتگوی مورخ ۲۷ مرداد ۱۳۹۴، با سایت خبرنگاران که زیر نظر سازمان رسانه‌ای غیرانتفاعی (MiCT) فعالیت می‌کند، با اشاره به تصمیم هیئت مدیره این شرکت مبنی بر اعطای مرخصی اجباری به کارگران، می‌گوید: «هیئت مدیره جدید بدون سیاست روشن منابع شرکت را صرف می‌کند، سپرده‌های شرکت در بانک‌ها برداشت شده و استراحتگاه کارگران شرکت را به پشیزی فروختند. در ادامه هم دفتر فروش شرکت در آلمان، دفتر اسکندریه، کلبه‌های مارینا در ساحل شمالی، و مامورا در اسکندریه را فروختند و به تدریج سیستم بهداشتی پزشکی، و بیمهٔ درمان کارگران را از بین بردند. و دیگر هیچ داروخانه‌ای به کارگران دارو نمی‌داد. عبدالله عبدالعظیم، دستیار بخش مدیریت توزین یکی از کارخانه‌های شرکت، به دلیل افت شدید گردش خون فوت کرد، و در جیبش دو نسخه دارو پیدا کردند در حالیکه حتی یک پوند هم در جیبش برای خرید دارو نداشت.»

یک سال بعد با برطرف شدن موانع، کارخانه بازگشایی می‌شود؛ طارق فاروق متوالی، نماینده مجلس مصر در تاریخ ۱۷ شهریور ۱۳۹۵ گفت: «پس از حدود یک سال توقف تولید، با تأمین مواد اولیه مورد نیاز، کارخانه ریسندگی و بافندگی سوئز، وابسته به شرکت ریسندگی و بافندگی مصر ایران، شنبه هفته آینده مجدداً آغاز به کار خواهد کرد.»

در مورخ ۲۵ خرداد ۱۴۰۱ أحمد خشانة نماینده مجلس سنا و رئیس مجلس سوئز، به عنوان ریاست هیئت حمایت از شرکت نساجی ایران و مصر، در راس هیئتی متشکل از حافظ شوشة نماینده مجلس، دکتر سید عبده نماینده مجلس سنا، أبو الوفا بشیر منشی دبیرکل حزب آیندهٔ دولت، و رؤسای این حزب از جمله مجدی حسین، أسامة علی الدین، مصطفی محمود، و عادل الحاج، برای بازدید به کارخانهٔ سوئژ رفتند. علاء شوقی رئیس هئیت مدیرهٔ کارخانه نساجی میراتکس در سوئز، از ایشان استقبال کرد، و گزارشی از آخرین فعالیت‌های شرکت به ایشان ارائه کرد. و این هیئت حمایت کامل خود را از فعالیت این شرکت اعلام کردند.

## مدیران کلیدی شرکت
جلسات هیئت مدیرهٔ شرکت میراتکس هر سه ماه یک بار در کشور مصر برگزار می‌شود و نمایندگان سازمان گسترش و نوسازی صنایع ایران نیز در این جلسات حضور دارند.

تعدادی از افراد کلیدی شرکت در ادوار مختلف:
- هوشنگ انصاری (وزیر وقت امور اقتصادی و دارایی) نمایندهٔ مؤسس ایران؛[۱۵]
- عبدالعزیز محمد حجازی (معاون اول نخست‌وزیر) نماینده مؤسس مصر؛[۱۵]
- سامی عبدالستار ابوشادی (مدیر عامل)؛[۱۶]
- محمد عبدالفتاح (مدیر اداری)؛[۱۶]
- ماجد سلیم (مدیر صادرات)؛[۱۶]
- علی کاظم شکوهی (رئیس هیئت مدیره) ۱۳۸۰؛[۱۷]
- احمد الصاوی احمد (رئیس هیئت مدیره) ۱۳۸۰؛[۱۷]
- صفاء صابر التهامی (رئیس هیئت مدیره) ۱۳۸۰؛[۱۷]
- احمد عبد الرحیم عبد الواحد (رئیس هیئت مدیره) ۱۳۸۰؛[۱۷]
- محمد علی موحدی - از طرف سرمایه‌گذار ایرانی (رئیس هیئت مدیره) ۱۳۸۰؛[۱۷]
- حمدی ابراهیم العزب (رئیس هیئت مدیره) ۱۳۸۰؛[۱۷]
- وجدی الجزار (رئیس هیئت مدیره) ۱۳۸۲؛[۹]
- علاء شوقی (عضو موظف هیئت مدیره) ۱۴۰۱؛[۱۳]
- علی عسکری (عضو هیئت مدیره) 1401
- جواد سرابی (رئیس هیئت مدیره) 1403